# Верейки (Московская область)
Вере́йки — деревня в Лотошинском районе Московской области России.
Относится к городскому поселению Лотошино, до реформы 2006 года относилась к Монасеинскому сельскому округу. Население — 0 чел. (2010).

## География
Расположена в северо-западной части городского поселения, примерно в 10 км к северо-западу от районного центра — посёлка городского типа Лотошино — на небольшой вытянутой горке, выделяющейся среди окрестностей, что дало название деревни от народного географического термина верея, одно из значений которого в данном случае — возвышенность. Соседние населённые пункты — деревни Абушково и Харпай.

## Исторические сведения
На карте Тверской губернии 1850 года А. И. Менде — Верейка.
По сведениям 1859 года — деревня Дорожаевской волости Зубцовского уезда Тверской губернии (Озерецкий приход) в 60 верстах от уездного города, с 11 дворами и 106 жителями (55 мужчин, 51 женщина).
В «Списке населённых мест» 1862 года Верейки — владельческая деревня 2-го стана Зубцовского уезда по правую сторону реки Шоши, при колодце, с 11 дворами и 106 жителями (55 мужчин, 51 женщина).
В 1888 году — 22 двора и 156 жителей (72 мужчины, 84 женщины), 18 семей.
В 1915 году насчитывался 31 двор.
С 1929 года — в составе Лотошинского района Московской области.

## Население
| 1859 | 1888 | 2002 | 2006 | 2010 |
| ---- | ---- | ---- | ---- | ---- |
| 106  | ↗156 | ↘0   | →0   | →0   |